# Чемпионат мира по лыжным видам спорта 2021
42-й чемпионат мира по лыжным видам спорта проходил с 24 февраля по 7 марта 2021 года в немецком Оберстдорфе. Оберстдорф третий раз в истории принял чемпионат мира — после 1987 и 2005 годов.
На чемпионате было разыграно 24 комплекта наград. В отличие от предыдущего чемпионата в программу были добавлены личные соревнования среди женщин в прыжках с большого трамлина и в лыжном двоеборье.
Чемпионат начался при очень высокой температуре воздуха, которая достигала +15°С. Организаторы перенесли начало ряда гонок на более раннее утреннее время.
Сборная России выступала на турнире под флагом Олимпийского комитета России в составе команды RSF (Russian Ski Federation). На форме спортсменов должна была отсутствовать национальная символика. Исполнение государственного гимна России было официально запрещено, вместо него при награждении спортсмена из России прозвучал гимн Международной федерации лыжного спорта (FIS). FIS ввёл указанные ограничения в свете решения Спортивного арбитражного суда (CAS) об отстранении России от Олимпийских игр и чемпионатов мира на два года.
Общекомандный медальный зачёт чемпионата с большим преимуществом выиграла сборная Норвегии. В женских лыжных гонках вне конкуренции была норвежка Тереза Йохауг, завоевавшая 4 золотые медали и 14 на всех чемпионатах. В мужских лыжных гонках заключительная дисциплина — марафон на 50 км классическим стилем — завершилась скандалом. На финише в ходе борьбы Александр Большунов сломал палку по вине Йоханнеса Клебо и финишировал только третьим; первые два места заняли Клебо и его товарищ по команде Эмиль Иверсен. Русская делегация подала протест; некоторые предлагали отдать золото Большунову или наградить золотыми медалями сразу двоих спортсменов (Эмиль Иверсен правил не нарушал). В итоге финишировавший первым норвежец Йоханнес Клебо, который выиграл перед последним стартом 3 золота чемпионата, после финиша был дисквалифицирован; чемпионом был объявлен Эмиль Иверсен, а Александр Большунов получил серебро. Несмотря на это, сборная Норвегии по лыжным гонкам завоевала 12 из 18 наград чемпионата. В лыжном двоеборье по 2 золотые медали завоевали норвежец Ярл Магнус Риибер и дебютант чемпионатов мира австриец Йоханнес Лампартер.

## Выбор места проведения
Город был выбран местом проведения мирового первенства на конгрессе ФИС 9 июня 2016 года в Канкуне. Вместе с ним на проведения турнира претендовали Тронхейм (Норвегия), Планица (Словения). Конгресс постановил, что немецкий Оберстдорф примет чемпионат мира.

### Голосование
| Город      | 1-й раунд |
| ---------- | --------- |
| Оберстдорф | 11        |
| Тронхейм   | 4         |
| Планица    | 2         |

## Расписание чемпионата
Дано местное (центральноевропейское) время (UTC+2)
| Дата   | Время | Соревнование                            |
| ------ | ----- | --------------------------------------- |
| 25 фев | 11:30 | Спринт КС                               |
| 27 фев | 11:45 | Скиатлон 15 км. (2 × 7,5 км.) Жен КС/СС |
| 27 фев | 13:30 | Скиатлон 30 км. (2 × 15 км.) Муж КС/СС  |
| 28 фев | 13:00 | Командный спринт СС                     |
| 2 мар  | 13:15 | Индивидуальная гонка 10 км. Жен СС      |
| 3 мар  | 13:15 | Индивидуальная гонка 15 км. Муж СС      |
| 4 мар  | 13:15 | Эстафета 4×5 км. Жен КС/СС              |
| 5 мар  | 13:15 | Эстафета 4×10 км. Муж КС/СС             |
| 6 мар  | 12:30 | Масс-старт 30 км. Жен КС                |
| 7 мар  | 13:00 | Масс-старт 50 км. Муж КС                |

| Дата   | Время       | Соревнование                      |
| ------ | ----------- | --------------------------------- |
| 26 фев | 10:15 16:00 | Нормальный трамплин HS106 / 10 км |
| 28 фев | 10:00 15:00 | Команды HS106 / 4х5 км            |
| 4 мар  | 11:15 15:15 | Большой трамплин HS137 / 10 км    |
| 6 мар  | 10:00 15:00 | Командный спринт HS137 / 2х7,5 км |

| Дата   | Время       | Соревнование                     |
| ------ | ----------- | -------------------------------- |
| 27 фев | 10:15 15:30 | Нормальный трамплин HS106 / 5 км |

| Дата   | Время | Соревнование                   |
| ------ | ----- | ------------------------------ |
| 25 фев | 17:00 | Нормальный трамплин HS106. Жен |
| 26 фев | 17:15 | Команды HS106. Жен             |
| 27 фев | 16:30 | Нормальный трамплин HS106. Муж |
| 28 фев | 17:00 | Смешанные команды (м+ж). HS106 |
| 3 мар  | 17:15 | Большой трамплин HS137. Жен    |
| 5 мар  | 17:00 | Большой трамплин HS137. Муж    |
| 6 мар  | 17:00 | Команды HS137. Муж             |

## Медалисты

### Лыжные гонки
Мужчины
| Дата       | Дисциплина                                  | Золото                                                                                | Серебро                                                                        | Бронза                                                              |
| 25 февраля | Спринт КС см. подробнее                     | Йоханнес Хёсфлот Клебо Норвегия                                                       | Эрик Валнес Норвегия                                                           | Ховар Сулос Тёугбёль Норвегия                                       |
| 27 февраля | 30 км Скиатлон КС/СС см. подробнее          | Александр Большунов Команда РСФ                                                       | Симен Хегстад Крюгер Норвегия                                                  | Ханс Кристер Холунн Норвегия                                        |
| 28 февраля | Командный спринт СС см. подробнее           | Норвегия · Эрик Валнес · Йоханнес Хёсфлот Клебо                                       | Финляндия · Ристоматти Хакола · Йони Мяки                                      | Команда РСФ Александр Большунов Глеб Ретивых                        |
| 3 марта    | 15 км Индивидуальная гонка СС см. подробнее | Ханс Кристер Холунн Норвегия                                                          | Симен Хегстад Крюгер Норвегия                                                  | Харальд Эстберг Амундсен Норвегия                                   |
| 5 марта    | 4×10 км Эстафета КС/СС см. подробнее        | Норвегия · Пол Голберг · Эмиль Иверсен · Ханс Кристер Холунн · Йоханнес Хёсфлот Клебо | Команда РСФ Алексей Червоткин Иван Якимушкин Артём Мальцев Александр Большунов | Франция · Юго Лапалю · Морис Манифика · Клеман Парисс · Жюль Лапьер |
| 7 марта    | 50 км Масс-старт КС см. подробнее           | Эмиль Иверсен Норвегия                                                                | Александр Большунов Команда РСФ                                                | Симен Хегстад Крюгер Норвегия                                       |

Женщины
| Дата       | Дисциплина                                  | Золото                                                                             | Серебро                                                                | Бронза                                                                                 |
| 25 февраля | Спринт КС см. подробнее                     | Йонна Сундлинг Швеция                                                              | Майкен Касперсен Фалла Норвегия                                        | Анамария Лампич Словения                                                               |
| 27 февраля | 15 км Скиатлон КС/СС см. подробнее          | Тереза Йохауг Норвегия                                                             | Фрида Карлссон Швеция                                                  | Эбба Андерссон Швеция                                                                  |
| 28 февраля | Командный спринт СС см. подробнее           | Швеция · Мая Дальквист · Йонна Сундлинг                                            | Швейцария · Лаурин ван дер Граафф · Надин Фендрих                      | Словения · Эва Уревц · Анамария Лампич                                                 |
| 2 марта    | 10 км Индивидуальная гонка СС см. подробнее | Тереза Йохауг Норвегия                                                             | Фрида Карлссон Швеция                                                  | Эбба Андерссон Швеция                                                                  |
| 4 марта    | 4×5 км Эстафета КС/СС см. подробнее         | Норвегия · Тириль Уднес Венг · Хейди Венг · Тереза Йохауг · Хелене Мари Фоссесхолм | Команда РСФ Яна Кирпиченко Юлия Ступак Татьяна Сорина Наталья Непряева | Финляндия · Ясми Йоэнсуу · Йоханна Матинтало · Риита-Лииса Ропонен · Криста Пярмякоски |
| 6 марта    | 30 км Масс-старт КС см. подробнее           | Тереза Йохауг Норвегия                                                             | Хейди Венг Норвегия                                                    | Фрида Карлссон Швеция                                                                  |

### Лыжное двоеборье
Мужчины
| Дата       | Дисциплина                                          | Золото                                                                             | Серебро                                                                  | Бронза                                                                        |
| 26 февраля | НТ 106 м + 10 км Гундерсен см. подробнее            | Ярл Магнус Риибер Норвегия                                                         | Илкка Херола Финляндия                                                   | Енс Лурос Офтебру Норвегия                                                    |
| 28 февраля | НТ 106 м + 4×5 км Командный Гундерсен см. подробнее | Норвегия · Эспен Бьёрнстад · Йорген Гробак · Енс Лурос Офтебру · Ярл Магнус Риибер | Германия · Теренс Вебер · Фабиан Риссле · Эрик Френцель · Винценц Гайгер | Австрия · Йоханнес Лампартер · Лукас Клапфер · Марио Зайдль · Лукас Грайдерер |
| 4 марта    | БТ 137 м + 10 км Гундерсен см. подробнее            | Йоханнес Лампартер Австрия                                                         | Ярл Магнус Риибер Норвегия                                               | Акито Ватабэ Япония                                                           |
| 6 марта    | БТ 137 м + 2×7,5 км Командный спринт см. подробнее  | Австрия · Йоханнес Лампартер · Лукас Грайдерер                                     | Норвегия · Эспен Андерсен · Ярл Магнус Риибер                            | Германия · Фабиан Риссле · Эрик Френцель                                      |

Женщины
| Дата       | Дисциплина                              | Золото                        | Серебро                   | Бронза                     |
| 27 февраля | НТ 106 м + 5 км Гундерсен см. подробнее | Гюда Вестволл Хансен Норвегия | Мари Лейнан Лунн Норвегия | Марте Лейнан Лунн Норвегия |

### Прыжки с трамплина
Мужчины
| Дата       | Дисциплина                                         | Золото                                                                    | Серебро                                                              | Бронза                                                             |
| 27 февраля | НТ 106 м Индивидуальные соревнования см. подробнее | Пётр Жила Польша                                                          | Карл Гайгер Германия                                                 | Анже Ланишек Словения                                              |
| 5 марта    | БТ 137 м Индивидуальные соревнования см. подробнее | Штефан Крафт Австрия                                                      | Роберт Юханссон Норвегия                                             | Карл Гайгер Германия                                               |
| 6 марта    | БТ 137 м Командные соревнования см. подробнее      | Германия · Пиус Пашке · Зеверин Фройнд · Маркус Айзенбихлер · Карл Гайгер | Австрия · Филипп Ашенвальд · Ян Хёрль · Даниэль Хубер · Штефан Крафт | Польша · Пётр Жила · Анджей Стенкала · Камиль Стох · Давид Кубацки |

Женщины
| Дата       | Дисциплина                                         | Золото                                                                        | Серебро                                                            | Бронза                                                                         |
| 25 февраля | НТ 106 м Индивидуальные соревнования см. подробнее | Эма Клинец Словения                                                           | Марен Лундбю Норвегия                                              | Сара Таканаси Япония                                                           |
| 26 февраля | НТ 106 м Командные соревнования см. подробнее      | Австрия · Даниэла Ирашко-Штольц · Софи Зоршаг · Кьяра Хёльцль · Марита Крамер | Словения · Ника Крижнар · Шпела Рогель · Урша Богатай · Эма Клинец | Норвегия · Силье Опсет · Анна Удине Стрём · Теа Миньянь Бьёрсет · Марен Лундбю |
| 3 марта    | БТ 137 м Индивидуальные соревнования см. подробнее | Марен Лундбю Норвегия                                                         | Сара Таканаси Япония                                               | Ника Крижнар Словения                                                          |

Микст
| Дата       | Дисциплина                                    | Золото                                                                          | Серебро                                                                         | Бронза                                                                          |
| 28 февраля | НТ 106 м Командные соревнования см. подробнее | Германия · Катарина Альтхаус · Маркус Айзенбихлер · Анна Руппрехт · Карл Гайгер | Норвегия · Силье Опсет · Роберт Юханссон · Марен Лундбю · Халвор Эгнер Гранеруд | Австрия · Марита Крамер · Михаэль Хайбёк · Даниэла Ирашко-Штольц · Штефан Крафт |

## Медальный зачёт
(Жирным шрифтом выделено самое большое количество медалей в своей категории; принимающая страна также выделена)
| Общее количество медалей | Общее количество медалей | Общее количество медалей | Общее количество медалей | Общее количество медалей | Общее количество медалей |
| Место                    | Страна                   | Золото                   | Серебро                  | Бронза                   | Всего                    |
| ------------------------ | ------------------------ | ------------------------ | ------------------------ | ------------------------ | ------------------------ |
| 1                        | Норвегия                 | 13                       | 11                       | 7                        | 31                       |
| 2                        | Австрия                  | 4                        | 1                        | 2                        | 7                        |
| 3                        | Швеция                   | 2                        | 2                        | 3                        | 7                        |
| 4                        | Германия                 | 2                        | 2                        | 2                        | 6                        |
| 5                        | Команда РСФ              | 1                        | 3                        | 1                        | 5                        |
| 6                        | Словения                 | 1                        | 1                        | 4                        | 6                        |
| 7                        | Польша                   | 1                        | 0                        | 1                        | 2                        |
| 8                        | Финляндия                | 0                        | 2                        | 1                        | 3                        |
| 9                        | Япония                   | 0                        | 1                        | 2                        | 3                        |
| 10                       | Швейцария                | 0                        | 1                        | 0                        | 1                        |
| 11                       | Франция                  | 0                        | 0                        | 1                        | 1                        |
| Всего стран: 11          | Всего стран: 11          | 24                       | 24                       | 24                       | 72                       |